# Îlet aux Rats
Îlet aux Rats är en bebodd ö i Martinique. Den ligger i den centrala delen av Martinique, 20 km öster om huvudstaden Fort-de-France. 